# Bothragonus swanii
Bothragonus swanii är en fiskart som först beskrevs av Steindachner, 1876.  Bothragonus swanii ingår i släktet Bothragonus och familjen pansarsimpor. Inga underarter finns listade.